# Cephalophus spadix
Céphalophe d'Abbott
Espèce
Statut de conservation UICN

 EN C2a(i) : En danger
Le Céphalophe d'Abbott (Cephalophus spadix) est un mammifère appartenant à la famille des Bovidae.